# Karl Wilhelm Ramler
Karl Wilhelm Ramler (ur. 25 lutego 1725 w Kolbergu, zm. 11 kwietnia 1798 w Berlinie) – niemiecki poeta, autor między innymi kantaty "Tod Jesus".